# Colin Greenwood
Colin Charles Greenwood (Oxford, 26 de juny de 1969) és un músic anglès, conegut per ser el fundador de la banda Radiohead, el seu actual grup. El seu instrument principal és el baix, i és el germà de Jonny Greenwood, amb el qual toca a la banda Radiohead.

## Biografia
Greenwood va viure a Alemanya durant part de la seva infantesa a causa del fet que el seu pare servia a l'armada britànica i encara parla alemany de forma fluent. Abans d'entrar a la banda, Colin va treballar com oficinista a Peterhouse, Cambridge i també com assistent a la botiga de música Our Price d'Oxford. L'aspecte que més destaca de la seva personalitat és el seu sentit humor, llegeix molt, no condueix i el seu sobrenom és "Coz".
El seu interès per la música va començar gràcies a la seva germana gran Susan, i es va sentir atret pels grups The Fall, Magazine i Joy Division. Als 15 anys va comprar la seva primera guitarra i va estudiar guitarra clàssica amb el professor Terence Gilmore-James, que el va introduir al jazz, bandes sonores, música d'avantguarda i música clàssica del segle XX. Va començar a tocar el baix per necessitat i en va aprendre per si mateix mirant a New Order, Joy Division i Otis Redding. Realment no pensa que sigui un baixista, simplement que forma part d'un grup amb altra gent i algú ha de tocar aquest instrument. Les seves principals influències són Booker T and the MGs, Bill Withers i Curtis Mayfield.
La seva dona és Molly McGrann, escriptora i crítica literària estatunidenca que treballa per Times Literary Supplement, altres diaris i la revista literària Paris Review. Es van casar el 16 de desembre de 1998 a Oxford, on viuen des de llavors. Juntament tenen tres fills: Jesse (2003), Asa (2005) i Henry (2009).

## Carrera musical

### Radiohead
Greenwood es va unir al seu company de classe Thom Yorke, a Abingdon School, l'any 1986 per formar una banda anomenada Friday. Posteriorment van contractar a Ed O'Brien, més tard l'estudiant Phil Selway, i finalment el germà de Greewood, Jonny, amb només 14 anys.
És la segona veu de la banda. També és conegut pel seu gran sentit de l'humor i les bromes amb el seu germà i els seus companys de banda. Sobre Jonny, ens comenta que "a diferència dels germans Noel i Liam Gallagher (de la banda Oasis), nosaltres ens barallem en privat, i ens portem de meravella en públic. M'agrada molt estar en un lloc amb un integrant de la teva família i dur-te bé amb ell". Tot i que el seu germà de vegades li "fa ombra", les línies de baix de Colin són una part vital del so de Radiohead. Colin va ajudar molt per a fer coneguda la banda, ja que mentre treballava en Our Price (una botiga de discos), va poder acostar-se a Keith Wozencroft (un representant de vendes de EMI) que va entrar a la botiga un dia. Tot just va creuar la porta, Colin li va dir "haurien de contractar a la meva banda" i li va deixar una cinta demo. Això va ser el que els va dur a EMI.

### Altres projectes
El 1997 va participar en una campanya de màrqueting per la Universitat de Cambridge, posant en una fotografia amb estudiants d'aquella època tant de les escoles públiques com privades amb el títol "Put Yourself in the Picture".
L'any 2003 va aparèixer en l'àlbum de debut individual del seu germà (Bodysong) tocant el baix en la cançó "24 Hour Charleston". El seu primer projecte musical en solitari el realitzà l'any 2008 tocant el baix en la banda sonora de James Lavino per la pel·lícula Woodpecker. Greenwood va formar part del jurat en el concurs de talent poètic anomenat Next Generation poets celebrat l'any 2004.